# The Very Best of Lombard Live
The Very Best of Lombard Live – album koncertowy zespołu Lombard, wydany jedynie na kasecie magnetofonowej w roku 1989 nakładem wydawnictwa Tomax.
Utwory A1, A2, A3, A4, B4, B5 nagrano podczas koncertów 19 i 20 maja 1989 r. w Teatrze STU w Krakowie. Realizacja nagrań – Jacek Mastykarz i Alek Galas. Projekt okładki – Jacek Gulczyński. Utwory B1, B2, B3 nagrano 27 lutego w Gdańsku w Klubie Żak. Realizacja nagrań – Andrzej Bylicki.
Tydzień przed nagraniem telewizyjnego programu w wersji „live”, z którego pochodzą trzy utwory (B1, B2, B3), Artur Malik złamał obojczyk i został zastąpiony przez na co dzień grającego wówczas w Bajmie perkusistę Alana Bastera.
Utwór „Przeżyj to sam”, który pierwotnie był wykonywany przez Grzegorza Stróżniaka, zaśpiewała Małgorzata Ostrowska.

## Lista utworów
Źródło:.
Strona A
1. „Stan gotowości” (muz. Grzegorz Stróżniak – sł. Jacek Skubikowski)
2. „Gołębi puch” (muz. Grzegorz Stróżniak – sł. Małgorzata Ostrowska)
3. „Szklana pogoda” (muz. Grzegorz Stróżniak – sł. Marek Dutkiewicz)
4. „Przeżyj to sam” (muz. Grzegorz Stróżniak – sł. Andrzej Sobczak)

Strona B
1. „Aku-hara kraj ze snu” (muz. Grzegorz Stróżniak – sł. Małgorzata Ostrowska)
2. „Płonąca stodoła” (muz. Czesław Niemen – sł. Marta Bellan)
3. „Miny na pokaz, czyny za grosz” (muz. Piotr Zander – sł. Jacek Skubikowski)
4. „Mam dość” (muz. Grzegorz Stróżniak – sł. Małgorzata Ostrowska)
5. „Mister of America” (muz. Tom Sideman – sł. Małgorzata Ostrowska)

## Muzycy
- Małgorzata Ostrowska – śpiew
- Piotr Zander – gitara
- Henryk Baran – gitara basowa, śpiew
- Robert Kalicki – instrumenty klawiszowe, śpiew
- Artur Malik – perkusja (A1, A2, A3, A4, B4, B5)
- Alan Baster – perkusja (B1, B2, B3)